# Petite Île de la Guerre
La petite Île de la Guerre (en serbe cyrillique : Мало Ратно Острво ; en serbe latin : Malo Ratno Ostrvo) est une île fluviale de Serbie située à 200 m du confluent de la Save et du Danube. Elle est rattachée à la municipalité urbaine de Zemun.
La petite Île de la guerre se trouve entre la rive sud de la grande Île de la guerre et la rive droite du Danube.

## Présentation
Avant la Seconde Guerre mondiale, l'île était nettement plus grande qu'aujourd'hui. En revanche, quand la construction de Novi Beograd a commencé en 1948, le sable qui s'y trouvait fut transporté sur la rive et utilisé pour combler les marécages du secteur. On dit ainsi quelquefois que Novi Beograd est « une ville de l'île ».
Ce qui reste de la petite Île est une bande de terre longue de 300 m et large de 60 m. Entièrement couverte par la végétation (notamment par des peupliers) et inaccessible aux visiteurs, elle est devenue une réserve naturelle protégée par la ville au même titre que la Grande Île.